# Якимово (Вологодская область)
Якимово — деревня в Кадуйском районе Вологодской области.
Входит в состав сельского поселения Семизерье (до 2015 года входила в Рукавицкое сельское поселение), с точки зрения административно-территориального деления — в Чупринский сельсовет.
Расположена на правом берегу реки Петух. Расстояние до центра муниципального образования деревни Малая Рукавицкая по прямой — 4 км. Ближайшие населённые пункты — Большая Рукавицкая, Волоцкая, Дубровное.
Деревня Якимово зарегистрирована 24 августа 2001 года постановлением губернатора области. На старых картах деревня отмечалась как нежилая.
По переписи 2002 года население — 2 человека.